# Майський (Чечня)
Майський (рос. Майский) — селище у Грозненському районі Чечні Російської Федерації.
Населення становить 176 осіб. Входить до складу муніципального утворення Побєдинське сільське поселення.

## Історія
Згідно із законом від 20 лютого 2009 року органом місцевого самоврядування є Побєдинське сільське поселення.

## Населення
| 1990 | 2002 | 2010 |
| ---- | ---- | ---- |
| 172  | ↗212 | ↘176 |